# Edgar Reynolds
Pour les articles homonymes, voir Gordon Bennett, Henry Bennet et Bennet.
Le lieutenant-colonel Edgar Hercules Reynolds OBE, né le 20 octobre 1878 à Paddington en Nouvelle-Galles du Sud, et mort le 28 août 1965, commanda l'Australian Flying Corps (AFC) pendant la Première guerre mondiale. Le rôle de Reynolds était principalement administratif, car les escadrons de l'AFC étaient généralement subordonnés aux forces terrestres de l'Australian Army ou aux commandements aériens britanniques.
En 1901, avant la formation de l'armée australienne, il est nommé sous-lieutenant probatoire dans les forces militaires de Nouvelle-Galles du Sud.
Le 19 août 1911, le capitaine Edgar Reynolds écrit par inadvertance un morceau de l'histoire de l'aviation. Après avoir décollé d'Oxford, il fait atterrir inopinément son avion, un Bristol Boxkite, sur une grande parcelle plate d'herbe au nord de Bicester. Il devient alors le premier pilote à survivre après avoir volé à l’envers à cause d'un incident en plein vol, avant de repartir dans la soirée.
Edgar Reynolds fréquente le British Army Staff College de Camberley de 1911 à 1913, où il développe un intérêt pour l'aviation militaire. À Camberley, il est formé, entre autres, par Robert Brooke-Popham, futur Air Chief Marshal de la RAF, et rédige des articles sur l'utilisation d'avions pour le repérage d'artillerie.
En mars 1914, Edgar Reynolds – à l'époque major – est nommé officier d'état-major général chargé d'une branche couvrant « le renseignement, la censure et l'aviation » au sein du département des opérations militaires de l'armée,. Après le déclenchement de la Première Guerre mondiale et l'expansion de l'armée, l'aviation devient une branche distincte commandée par Reynolds.
À partir de 1916, Reynolds prend également le commandement direct du 1er Escadron à la RAAF la base de la Royal Australian Air Force de Point Cook, près de Melbourne. Plus tard au cours de cette année-là, il se rend au Moyen-Orient avec l'escadron, avant d'assumer le poste d'officier  d'état-major pour l'aviation au quartier général de la Force impériale australienne à Londres.